# Марк Ворнер
Марк Роберт Ворнер (англ. Mark Robert Warner; нар. 15 грудня 1954, Індіанаполіс, Індіана) — американський політик-демократ. Представляє штат Вірджинія у Сенаті США з 2009, був губернатором Вірджинії з 2002 до 2006.
1977 року закінчив Університет Джорджа Вашингтона, а 1980 — здобув ступінь доктора права в Гарвардській школі права. Працював помічником сенатора Кріса Додда і брав участь у створенні компанії Nextel. Також інвестував у інші компанії в телекомунікаційній галузі, збільшуючи свої статки. Очолював демократів у Вірджинії з 1993 по 1995 рік. Одружився 1989 року з Лізою Колліс.

## Позиція щодо Північного потоку-2
У січні 2022 проголосував проти проєкту санкцій для газогону «Північний потік-2» як засобу запобігання російському вторгненню в Україну.